# Ángel Gustavo Cornejo
Ángel Gustavo Cornejo Bouroncle (Arequipa, 1 de noviembre de 1875-Lima, 5 de julio de 1943) fue un abogado, jurista, magistrado y político peruano. Fue senador por Lambayeque (1916-1926), ministro de Justicia, Instrucción, Culto y Beneficencia (1918-1919) y vocal de la Corte Suprema (1926-1930).

## Biografía
Hijo de Ángel Benigno Cornejo y Josefina Bouroncle. Cursó sus estudios escolares en el Colegio Nacional de la Independencia Americana y luego ingresó a la Universidad Nacional de San Agustín, en donde se tituló de abogado (1901).
Todavía en su época de estudiante, fue profesor del Colegio de la Independencia Americana y alternó con Francisco Mostajo en la dirección de la revista literaria El Torneo (1896). Luego fue tesorero de la junta departamental (1904) y secretario de la prefectura de Arequipa (1904-1907).
En 1907 fue elegido diputado por la provincia de Arequipa[cita requerida], por lo que debió trasladarse a Lima. Concluida la legislatura, fue nombrado juez de Primera Instancia de Chiclayo (1907-1912), ciudad donde también ejerció como profesor del Colegio Nacional San José (1910-1916).
En 1913 fue elegido senador suplente por el departamento de Lambayeque
!1914
!1915
!1916. Ocupó el escaño en 1916 en reemplazo del titular Bernardino Salcedo.
Durante el segundo gobierno de José Pardo fue nombrado ministro de Justicia, Instrucción, Culto y Beneficencia (18 de diciembre de 1918). Renunció en marzo del año siguiente, poco antes del golpe de Estado de Augusto B. Leguía. Durante el Oncenio fue designado presidente de la delegación jurídica acreditada para vigilar la ejecución del plebiscito de Tacna y Arica, el cual no llegó a realizarse (1926).
Luego fue vocal de la Corte Suprema de Justicia (1926-1930); catedrático de la Facultad de Derecho de la Universidad de San Marcos (1928-1943) y decano de la misma (1928-1930). Fue también decano del Colegio de Abogados de Lima (1934).

## Publicaciones
- Derecho penal elemental. -- Lima : Impr. San Cristóbal, [19--]
- Tres ensayos. -- Arequipa : Tip. Cáceres, 1901.
- Código de procedimientos civiles. -- Casa Edit. E. Rosay, 1912.
- Legislación civil del Perú. -- Chiclayo : Impr. y libr. de D. Mendoza, 1915.
- Comentario al nuevo código penal. -- Lima : Libr. Francesa Científica y Casa Edit. E. Rosay, 1926.
- Introducción a las ciencias jurídicas y políticas. Programa analítico para el curso de 1936. -- Lima : Edit. Libr. Peruana, 1936.
- Derecho penal especial. -- Lima : Libr. e Impr. Gil, 1937.